# Jet4you
Jet4you fue una aerolínea de Marruecos, con base en Casablanca. Operaba vuelos regulares internacionales desde Marruecos a destinos en Italia, Francia, Bélgica y España. Asimismo operaba rutas nacionales (Casablanca-Fez, Marrakech, Uarzazat) y vuelos chárter. Su hub principal era el Aeropuerto Internacional Mohammed V (CMN) de Casablanca.

## Historia
Jet4You Fue establecido inicialmente por un consorcio de empresas de Marruecos para disfrutar de los "cielos abiertos" en 2006. Jet4you se fundó por el 40% por el grupo alemán TUI AG, por un 20% por el Banco Attijariwafa, otro 20% por el fondo de inversión de la Société Générale Investima Marruecos y otro 20% por el Grupo Holidays Services. Era la primera compañía privada Low-cost marroquí, ya que la otra compañía, Atlas Blue, es propiedad del 68% del estado marroquí. Actualmente, el mercado de compañías low-cost marroquíes ha aumentado gracias a la creación de Tingair (que nunca nació) y Air Arabia Maroc.
Desde 2008, Jet4you es una filial al 100% de TUI AG y en 2011 deja existir la marca comercial Jet4you, cediendo toda su flota a TUI AG. No obstante, Jetairfly, aerolínea belga perteneciente al grupo TUI AG opera vuelos de la extinta low-cost y tiene como base de operaciones el aeropuerto de Casablanca, siendo una de las primeras compañías extranjeras con base en el país.

## Flota
La flota de Jet4you está compuesta por los siguientes aviones (a 5 de julio de 2011):